# Condylostylus equestris
Condylostylus equestris är en tvåvingeart som först beskrevs av Fabricius 1775.  Condylostylus equestris ingår i släktet Condylostylus och familjen styltflugor. Inga underarter finns listade i Catalogue of Life.